# Беласиков, Юрий Фёдорович
Юрий Фёдорович Беласиков (7 мая 1937, Сталинск, Западно-Сибирский край — 8 июня 2014) — советский футболист, вратарь. Мастер спорта СССР (1963).

## Биография
Отец Беласикова погиб в самом начале Великой Отечественной войны. Мать работала уборщицей в медвытрезвителе. Старшая сестра была парализована, вторая сестра подрабатывала на металлургическом заводе. Был брат. С 16 лет Беласиков работал в доменном цеху учеником электрика.
В середине 1950-х был призван в армию, где стал играть за СКВО Хабаровск. В 1960—1962 годах выступал за «Металлург» Новокузнецк.
В декабре 1962 с женой Тамарой и сыном переехал в Алма-Ату, где стал играть за «Кайрат». Дебютировал в чемпионате 3 июня 1963 года в домашнем матче с «Молдовой» (2:0), но уже на второй минуте был заменён. Полуфиналист Кубка СССР 1963 года. С 1964 года играл за «Восток» Усть-Каменогорск, где в 1966 году завершил карьеру.
В Алма-Ате тренировал детей, работал в средней школе.
Скончался 8 июня 2014 года.
Сын Валерий погиб 25 декабря 1979 года в катастрофе Ил-76 под Кабулом. Награжден орденом Красной Звезды (посмертно).